# Martin Taylor (voetballer)
Martin Taylor (Ashington, 9 november 1979) is een Engels voormalig betaald voetballer die als centrale verdediger onder meer voor Blackburn Rovers, Birmingham City en Watford uitkwam.

## Carrière
Taylor speelde 110 wedstrijden in de Premier League. Hij was berucht om een overtreding die hij beging op Arsenal-aanvaller Eduardo da Silva, als Birmingham-speler in februari 2008. Eduardo, destijds een beloftevolle aanvaller, liep daarbij een kuit- en enkelbreuk op en haalde daarna nooit meer een goede vorm bij Arsenal.
In 2002 won Taylor de League Cup met Blackburn Rovers door in de finale te winnen van Tottenham Hotspur met 2–1. Taylor speelde de hele wedstrijd naast aanvoerder Henning Berg. Andy Cole scoorde het winnende doelpunt in de 76ste minuut. Van 2004 tot 2010 kwam Taylor uit voor Birmingham City, waarbij de centrale verdediger dus in de schijnwerpers kwam te staan door de overtreding op Eduardo. Taylor kreeg het hele land over zich heen (de voetballerij). In 2010 verliet hij Birmingham City en trok naar Watford. Hier stond hij twee seizoenen onder contract. In 2014 beëindigde de 36-jarige Taylor zijn loopbaan bij Championship-club Sheffield Wednesday.

## Erelijst
| League Cup | 1x | 2002 |